# 發作性睡病
發作性睡病（narcolepsy），又称渴睡症、猝睡症，是長期的神經失調，其調節睡眠-覺醒週期的能力下降。症狀包括白天過度嗜睡，通常持續數秒至數分鐘，且隨時可能發生。大約70％的患者也經歷肌肉突然無力的情況，稱為猝倒。這些經歷可以通過強烈的情緒觸發。也有可能在睡著或醒來時無法移動或形成幻覺，不過較不常見。發作性嗜睡症患者每天的睡眠時間與一般人相同，但睡眠品質往往更差。
發作性嗜睡症的確切原因尚不清楚，可能有幾個原因。多達10％的病例有家族史。通常情況下，患者有較低水平的神經肽食慾素，這可能是由於自體免疫性疾病、創傷、感染、毒素或是心理壓力等原因。診斷通常基於症狀和睡眠研究，並排除其他潛在原因。白天過度嗜睡可能導因於其他睡眠障礙，如睡眠呼吸暫停、嚴重抑鬱症、貧血、心臟衰竭、飲酒和睡眠不足。 猝倒可能被誤認為癲癇發作。此症最早是由美国史丹佛大学的附属医院发现。
發作性嗜睡病雖無法治癒，但改變生活方式和接受藥物治療可能會有所幫助。生活方式的改變包括定期短時間午睡和睡眠衛教。所用藥物包括莫達非尼、y-羟基丁酸钠和哌甲酯。雖然最初有效，但隨著時間的推移，對藥的耐受度可能會提高。三環類抗抑鬱藥和選擇性5-羥色胺再攝取抑制劑（SSRIs）可改善猝倒症。
每10萬人中約有0.2至600人受到發作性嗜睡病的影響。這種情況通常始於童年。男人和女人同樣受到影響。此症遍及世界各地，不分年龄及种族。但很多在日間上課時睡覺的患者往往被誤認為是頑皮學生，因而得不到應有的關注及治療。而成年患者却容易把这种病的症状误解成压力或睡眠不足。如果嗜睡症沒有得到治療，會增加車禍和意外跌倒的風險。“嗜睡症”一詞來自法國術語的narcolepsie。法國術語最早是由讓-巴蒂斯特·愛德華·吉里諾於1880年使用的，他使用了希臘語νάρκη（narkē），意思是“麻木”，λῆψις（lepsis）意思是“攻擊”。
嗜睡型抑郁症、非典型抑郁症、发作性睡病2型、严重慢性疲劳综合症这些与中枢特发性嗜睡症的持续嗜睡均科研上病理不明，均依赖排他性的诊断方式，有可能这几类病症的病理分型存在很大的重叠或者完全重叠。
针对以上几样至今科研上病理不明的嗜睡症，一个病理假说为觉醒控制核团（复旦大学等团队有通过动物实验复现这样的觉醒控制核团，如大小3-5MM的下丘脑室旁核；临床上的下丘脑综合症往往也会引发严重嗜睡）旁边的小血管堵住（小于1MM病变的话那么3T磁共振基本都看不见，3T磁共振基本是各大医院的最高场强磁共振设备了；进一步而言，即便全球最高端临床磁共振设备扫描此部位，1MM的分辨率限制也不一定提高多少，依旧存在盲点）导致二氧化碳超标，超标二氧化碳成为天然的7*24小时麻醉剂，从而引发嗜睡等复杂症状。

## 症狀和體徵
嗜睡症有兩個主要特徵：白天過度嗜睡和REM睡眠不正常。第一種，白天過度嗜睡（EDS），即使在充足的夜間睡眠後也會發生。發作性睡病的人可能會變得昏昏欲睡，或者常常在不適當的時間和地點睡著，或者一整天都很累。患者無法體驗正常人體驗到的恢復性深度睡眠 - 它們不是“過度睡眠”。事實上，患者一生都處於極度睡眠不足的狀態。
此症的特点是患者会在很短的时间內进入看上去像深度睡眠的阶段。一般人需要一个半小时左右从轻度睡眠进入到深度睡眠，而患有此病的人可能只需要一分钟甚至更短。患者睡着的速度跟醒来的速度都可以快得惊人，而醒来几秒钟之内可能会意识模糊不清。白天小睡可能會發生，幾乎沒有警告，並可能是身體不可抗拒的。這些小睡可能會每天發生幾次(如Wong Michelle Tsz Yin 會經常覺得想要小睡， 困倦一直持續不變)。它們通常令人耳目一新，但只有幾個小時或更少。而且大部分患者即使在非常短暫的小睡期間，也可以定期體驗到生動的夢境，而且自己会记得多数的梦。甚至可以在睡着几秒钟之内就做一个梦，所以也有人称之为梦境一般的幻觉。困倦可能會持續很長時間或保持不變。另外，夜間睡眠可能是分散的，經常覺醒，所以大脑才会在白天自动进入睡眠状态。發作性睡病的第二個主要症狀是REM睡眠異常。患者的獨特之處在於它們在睡眠開始時即進入睡眠的REM階段，即使在白天睡覺時也是如此。
經常被稱為“嗜睡症四分體症”的典型症狀是猝倒症、睡眠癱瘓、幻覺和白天過度嗜睡。其他症狀可能包括自動行為和夜間覺醒，這些症狀可能不會在所有患者中發生。
猝倒是一種肌肉功能的短暫性缺失，包括輕微的軟弱，如頸部或膝蓋的軟弱，面部肌肉鬆弛、膝蓋無力，通常稱為“膝關節屈曲”，或無法清晰說話，完全身體崩潰。突發情緒反應可能會引發情節，如笑聲、憤怒、驚訝或恐懼，並可能持續幾秒到幾分鐘。這個人在整個劇集中都保持清醒。在某些情況下，猝倒可能類似於癲癇發作。言語不清，視力受損（雙重視力，無法聚焦），但聽力和意識仍然正常。猝倒症對嗜睡症也有嚴重的情緒影響，因為它會引起極度的焦慮，恐懼和避免可能引發發作的人或情況。猝倒症一般被認為是嗜睡症所特有的，與睡眠癱瘓類似，因為在睡眠期間發生的通常保護性癱瘓機制被不恰當地激活。與這種情況相反（不能激活這種保護性麻痺）發生在快速眼動行為障礙中。
- 有夜間覺醒期[6]。
- 睡眠癱瘓是在醒來時暫時無法說話或移動（或者在睡著時，不太常見）。它可能持續幾秒到幾分鐘。這通常很可怕，但並不危險。
- 催眠幻覺是在打瞌睡或睡著時發生的生動的，通常可怕的，夢幻般的體驗。幻覺幻覺是指從睡眠中覺醒時的相同感覺。這些幻覺可能以視覺或聽覺的形式表現出來[6]。
- 自動行為發生在一個人在睡眠過程中繼續工作（說話，放棄東西等），但是沒有記憶地執行此類活動時喚醒。據估計，高達40％的發作性睡病患者在睡眠期發生自動行為。

在大多數情況下，嗜睡症出現的第一個症狀是過度和壓倒性的白天嗜睡。其他症狀可以單獨開始，或者在白天發作後的數月或數年內開始。個體的猝倒，睡眠癱瘓和幻覺幻覺的發展，嚴重程度和出現順序存在很大差異。只有大約20％到25％的嗜睡患者經歷了所有四種症狀。白天過度嗜睡通常會持續一生，但睡眠癱瘓和幻覺幻覺可能不會。一種罕見的嗜睡症亞類也經歷了被稱為超級過敏現象的高度味覺和嗅覺
。
許多發作性睡病的人也會長時間失眠。日間過度嗜睡和猝倒常常變得嚴重到足以對社交、個人和職業生活中造成嚴重問題。通常，當一個人清醒時，腦電波會顯示出規律的節奏。當一個人第一次入睡時，腦電波變得更慢，更不規則，這就是所謂的非快速眼動（NREM）睡眠。大約一個半小時的NREM睡眠後，當大多數記憶中的夢出現時，腦電波又開始顯示更加活躍的模式，稱為REM睡眠（快速眼動睡眠）。在REM睡眠期間與EEG觀察波相關聯，肌肉萎縮症目前稱為REM atonia。

## 外部連結
- . National Institute of Neurological Disorders and Stroke.   [2018-02-02]. （原始内容存档于2017-01-07）.
- Narcolepsy UK （页面存档备份，存于）
- 台灣嗜睡症協會］ （页面存档备份，存于）